# Оттенхофен
Оттенхофен (нем. Ottenhofen) — община в Германии, в земле Бавария. 
Подчиняется административному округу Верхняя Бавария. Входит в состав района Эрдинг.  Население составляет 1843 человека (на 31 декабря 2010 года). Занимает площадь 10,27 км².